# Medalla por Obras en la Cultura y el Arte
La Medalla por Obras en la Cultura y el Arte (en ruso: Меда́ль «3а труды в культуре и искусстве») es una condecoración estatal de la Federación de Rusia destinada a reconocer el mérito y los logros en el campo de la cultura y el arte. Fue establecida el 9 de agosto de 2021 por Decreto Presidencial N.º 460.

## Estatuto
De acuerdo con el estatuto de concesión de la condecoración, aprobado por el Decreto del Presidente de la Federación de Rusia del 9 de agosto de 2021 N.º 460 «sobre el establecimiento de la Orden al Mérito en la Cultura y el Arte y la Medalla por Obras en la Cultura y el Arte». La medalla se otorga a artistas, arquitectos, coreógrafos, diseñadores, locutores de radio, televisión y otros medios, directores de orquesta, dramaturgos, periodistas, historiadores del arte, compositores, intérpretes musicales, escritores, poetas, operadores de talleres creativos, directores, restauradores, maestros de coro, artistas, operadores altamente profesionales de organizaciones culturales y artísticas, así como miembros de grupos de aficionados, o personas que participan en las actividades de organizaciones culturales y artísticas de forma voluntaria y otros operadores culturales y artísticos para recompensar:
- La mejora del papel de la cultura y el arte nacionales en la vida de la sociedad; la realización de actividades para el acercamiento y enriquecimiento mutuo de las culturas de las naciones y nacionalidades; el fortalecimiento de los lazos culturales internacionales;
- Méritos en la educación patriótica de los ciudadanos de la Federación de Rusia y en la preservación de los valores espirituales y morales tradicionales de los pueblos de la Federación de Rusia;
- Méritos en la creación y promoción de los proyectos más significativos en el campo de la cultura y el arte;
- Méritos en el desarrollo de industrias creativas en la Federación de Rusia;
- Méritos en actividades caritativas.

Se puede otorgar a ciudadanos extranjeros para recompensar una contribución significativa a la promoción de la imagen internacional de la Federación de Rusia como un país con una cultura moderna, tradicional, rica y dinámica en desarrollo y por contribuciones al uso del potencial cultural de Rusia en el interés de la cooperación internacional multilateral.
Se lleva en el lado izquierdo del pecho y, en presencia de otras órdenes y medallas de la Federación de Rusia, se colocaba después de la Medalla de Lucas de Crimea.
Cada medalla se entregaba con un pequeño certificado de premio, este certificado se presentaba en forma de una pequeña libreta de cuero de 8 cm por 11 cm con el nombre del premio, los datos del destinatario y un sello oficial y una firma en el interior.

## Descripción

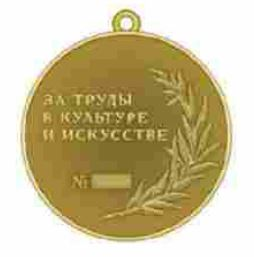
Reverso de la medalla

Es una medalla de plata circular dorada de 32 milímetros de diámetro con bordes elevados tanto en el anverso como en el reverso.
En el anverso de la medalla aparece la imagen de una cruz equilátera recta con el extremo en forma de cola de milano. Entre los extremos de la cruz hay colas de milano de menor longitud. En el centro de la cruz hay un medallón redondo que representa el emblema estatal de la Federación de Rusia.
En el reverso de la medalla de la derecha, a lo largo de la circunferencia, se encuentra la imagen de una rama de palmera. A la izquierda hay una inscripción en letras repujadasː «ЗА ТРУДЫ В КУЛЬТУРЕ И ИСКУССТВЕ» (en español, POR EL TRABAJO EN LA CULTURA Y EL ARTE), debajo de la inscripción se encuentra el número de serie de la medalla.
La medalla está conectada con un ojal y un anillo a un bloque pentagonal cubierto con una cinta de seda muaré. En el centro de la cinta hay una franja azul, enmarcada a ambos lados por franjas amarillas. La cinta tiene 24 mm de ancho, la franja azul 4 mm y la franja amarilla 1 mm.